# Lưu Á Châu
Lưu Á Châu (tiếng Trung: 刘亚洲; sinh 1952) là Thượng tướng Không quân Quân Giải phóng Nhân dân Trung Quốc (PLAAF), nguyên Phó Chính ủy Không quân Trung Quốc; nguyên Chính ủy Đại học Quốc phòng Trung Quốc, từng là giáo sư thỉnh giảng của Đại học Stanford Mỹ. Ông đồng thời là một nhà văn có tiếng, chủ nhân một số giải thưởng văn học. Các bài viết của ông ngôn từ mạnh dạn, quan điểm mới mẻ (nhất là quan điểm đối với Mỹ), lập luận sắc bén của ông được dư luận rất quan tâm.

## Thân thế và binh nghiệp
Lưu Á Châu sinh ngày 19 tháng 10 năm 1952 tại Phụng Hóa, tỉnh Chiết Giang, Trung Quốc. Tham gia quân đội năm 16 tuổi, Lưu lần lượt giữ chức vụ phó tiểu đội trưởng, tiểu đội trưởng, trung đội trưởng. Năm 44 tuổi được thăng chức thiếu tướng không quân, bước vào hàng ngũ tướng lĩnh cấp cao của Quân giải phóng nhân dân Trung Quốc (PLA). Năm 45 tuổi giữ chức Chủ nhiệm Cục chính trị không quân quân khu Bắc Kinh. Năm 50 tuổi là Chính ủy không quân, quân khu Thành Đô. Năm 51 tuổi là Phó Chính ủy không quân kiêm Bí thư Ủy ban Kiểm tra kỷ luật quân ủy, và được thăng Trung tướng. Tháng 7 năm 2012, được thăng Thượng tướng.
Hiện nay, tướng Lưu Á Châu giữ chức Chính ủy của Đại học Quốc phòng Trung Quốc (Đại học Quốc phòng là trường quân sự cao nhất của Trung Quốc, trực thuộc sự lãnh đạo của Quân ủy Trung ương, là cấp đại quân khu; hiệu trưởng, chính ủy của trường này đều thuộc những chức vụ chính của đại quân khu).
Tướng Lưu là con rể cố Chủ tịch nước Trung Quốc Lý Tiên Niệm.

## Quan điểm
Vì sao Trung Quốc đánh Việt Nam năm 1979?
| “            | Khi đó, có người nói: chúng ta đánh nhau với người Việt Nam, hiện nay, những người hy sinh là liệt sĩ, sau khi quan hệ hai nước trở lại tốt đẹp, họ sẽ là gì? Tôi trả lời: "Vẫn là liệt sĩ!". Vì sao? Chúng ta phải nhìn nhận cuộc chiến này từ góc độ chính trị. Ý nghĩa của cuộc chiến này nằm bên ngoài cuộc chiến. Cuộc chiến này của đồng chí Đặng Tiểu Bình là đánh để hai người xem, một là Đảng Cộng sản Trung Quốc, hai là người Mỹ... Về chính trị, cuộc chiến này không thể không đánh. Vì sao? Sau khi Đặng Tiểu Bình trở lại nắm quyền, chương trình cải cách mở cửa của Trung Quốc đã được ông vạch sẵn, muốn thực hiện chương trình này phải xác lập quyền lực tuyệt đối trong nội bộ Đảng. Phải đánh một trận... Muốn cải cách phải có quyền lực. Biện pháp xác định quyền lực nhanh nhất là gây chiến tranh... Quân Giải phóng ào ạt vượt qua biên giới vào ngày 17/2. Thứ hai là người Mỹ, ý nghĩa của việc này cũng rất lớn. | ” |
| — Lưu Á Châu | |   |

Trả hận cho người Mỹ và Mỹ đã ồ ạt viện trợ cho Trung Quốc
| “            | Liên Xô cũng tan rã. 10 năm trước đó, Đặng Tiểu Bình đã nhận ra vấn đề này, dùng chiến tranh để vạch rõ ranh giới với các nước xã hội chủ nghĩa. Đặng Tiểu Bình, thật là một kỳ tài! Vừa rồi, tôi nói gây ra cuộc chiến tranh này vì người Mỹ, chính là trả hận cho người Mỹ. Có bằng chứng không? Có đấy. Ngày hôm trước rời Nhà Trắng thì ngày hôm sau, Đặng Tiểu Bình bắt đầu đánh Việt Nam. Vì sao có thể giúp Mỹ hả giận? Bởi vì, người Mỹ vừa tháo chạy nhục nhã khỏi Việt Nam. Chúng ta sao lại giúp người Mỹ hả giận? Thực ra không phải vì Mỹ, mà là vì chúng ta, vì cải cách mở cửa. Trung Quốc không thể cải cách mở cửa mà không có viện trợ của các nước phương Tây, đứng đầu là Mỹ. Nhờ cuộc chiến này, Mỹ đã ồ ạt viện trợ kinh tế, kỹ thuật, khoa học kỹ thuật và cả viện trợ quân sự, tiền vốn cho Trung Quốc... Cuộc chiến này đem lại cho Trung Quốc những gì? Đó là một lượng lớn thời gian, tiền bạc và kỹ thuật. Nhờ những yếu tố này, Trung Quốc tiếp tục đứng vững sau khi Liên Xô sụp đổ. Đây là thành công vĩ đại. Thậm chí có thể nói, bước đi đầu tiên của cải cách mở cửa Trung Quốc chính là từ cuộc chiến tranh này. | ” |
| — Lưu Á Châu | |   |